# Firefly (franchise)
La franchise Firefly, Serenityverse ou  Firefly/Serenity est une franchise américaine créée par Joss Whedon et produite par Mutant Enemy. Elle réunit autour d'un univers de space western la série télévisée Firefly, le film Serenity et d'autres médias. Les œuvres et produits dérivés sont regroupés autour de deux licences, Firefly qui appartient à Fox (les produits dérivent alors de la série), et Serenity qui appartient à Universal  (les produits dérivent alors du film). Joss Whedon est plus ou moins directement impliqué dans les œuvres portant le nom de Serenity.

## Résumé de l'univers
L'histoire se passe en 2517, après l'arrivée de l'humanité dans un nouveau système stellaire, et suit les aventures de l'équipage renégat du Serenity, un vaisseau de classe Firefly. Whedon a résumé la série comme « neuf personnes regardant l'obscurité de l'espace et voyant neuf choses différentes. »
La franchise explore les vies d'un groupe de personnes qui pour la plupart ont combattu dans le camp perdant d'une guerre civile et qui maintenant vivent en marge de la société, faisant partie d'une culture pionnière existant sur les franges de leur système stellaire.  Dans ce futur, les deux seules superpuissances restantes, les États-Unis et la Chine, ont fusionné pour former le gouvernement central, appelé l'Alliance, dont la culture est une fusion des deux. Selon la vision de Whedon, « rien ne changera dans le futur : la technologie progressera, mais nous aurons toujours les mêmes problèmes politiques, moraux et éthiques qu'aujourd'hui. »

## Liste des œuvres

### Série téléviséeFirefly
La première composante de la franchise est la courte série télévisée  Firefly, composée d'une seule saison de 14 épisodes, à l'origine diffusée sur Fox entre le 20 septembre 2002 et le 20 décembre 2002, avant d'être annulée après que seulement 11 des épisodes aient été diffusés. Les trois épisodes non diffusés par la Fox l'ont finalement été en 2003 lors de la diffusion britannique sur Sci Fi Channel, après que Whedon ait fourni à la chaîne l'ordre de diffusion correct.
Malgré la faible durée de vie de la série, elle a connu de fortes ventes lors de la sortie DVD et a bénéficié de larges campagnes de soutien des fans,. Elle a reçu un Primetime Emmy Awards en 2003 pour Meilleurs effets visuels pour une série.

### FilmSerenity
Le film Serenity est sorti au cinéma en 2005, toujours réalisé par Joss Whedon, avec pour ambition de conclure la série télévisée Firefly, dont il reprend l'intrigue et les acteurs. Il a été commercialisé en France sous les titres Serenity : L'Ultime Rébellion et Serenity - La rébellion est en marche.
Le film, produit par Universal Pictures, est sorti en Amérique du Nord le 30 septembre 2005. Il a reçu des critiques globalement positives et a été no 2 durant la semaine de sa sortie, mais n'a pas remboursé son budget avant sa sortie en vidéo. Serenity a reçu plusieurs récompenses, y compris le prix Hugo du meilleur film en 2006.

### Romans
Une novélisation du film Serenity, écrite par Keith R. A. DeCandido, a été publiée par Pocket Books en 2005. À l'époque de la signature du contrat pour le livre, Pocket Book a aussi signé pour la publication de deux romans originaux, et sollicité des propositions de divers auteurs. Cependant, aucune de ces propositions n'a été validée par Joss Whedon, et après un délai d'un an, le contrat a été annulé.
L'un des romans, My Own Kind of Freedom par Steven Brust, a été publié en tant que fanfiction par son auteur en février 2008 sous licence CC-BY-NC-ND.
Une série de trois romans est éditée en 2018 et 2019 : Héros malgré eux (Big Damn Hero, 2018) écrit par James Lovegrove, d'après une idée originale de Nancy Holder, Les Neuf Mercenaires (Magnificent Nine, 2019) écrit par James Lovegrove et Generations (2019) écrit par Tim Lebbon.

### Comics
Plusieurs comics ont été publiés sous le titre Serenity, et se déroulent dans l'univers de la franchise Firefly créée par Joss Whedon. Ils sont considérés comme faisant partie du canon. En 2014, huit histoires ont été publiées, sous forme de one shots ou de mini-séries. Les comics ont repris leur publication en 2016 avec une série en 6 numéros.

### R. Tam sessions
Les R. Tam Sessions sont une série de 5 courtes vidéos publiées sur Internet par Joss Whedon, puis incluses sur l'édition collector du DVD de Serenity.
Elles se passent dans son univers de fiction lié à la série Firefly. Situées chronologiquement avant le début de la série Firefly, elles montrent une série d'entrevues entre un « conseiller de l'Académie » montré de dos, joué par Whedon lui-même, et la jeune femme émotionnellement instable nommée River Tam, interprétée par Summer Glau.

## Produits dérivés

### Jeux de rôle
Deux jeux de rôle ont été publiés par Margaret Weis Productions dans l'univers de la franchise Firefly. Le premier est sorti en 2005, sous licence Universal et basé sur le film. Il utilise le mécanisme Cortex Classic. Le second, remplaçant le précédent qui est sorti de la vente, est sorti en avril 2014 et est basé sur la série, avec une licence Fox. Il utilise le mécanisme Cortex Plus.

### Jeux de société
Un jeu de plateau basé sur Firefly est sorti en 2013, édité par Battlefront Miniatures Ltd et Gale Force Nine. Deux extensions sont parues : Blue Sun en 2014 et Kalidasa en 2015, ainsi que plusieurs booster packs, le dernier étant sorti début 2017. Un jeu coopératif est sorti en 2015, appelé Firefly : Fistful of Credits et édité par Toy Vault.
Le jeu de deckbuilding Legendary Encounters a exploité la franchise dans l'un de ses jeux. La gamme de jeux de cartes Fluxx comporte également Firefly Fluxx, basé sur la franchise.
CLUE, Yahtzee et Monopoly ont également sorti une version Firefly de leurs jeux (en anglais uniquement).
Un jeu basé sur le jeu auquel jouent Simon, Book et Jayne dans l'épisode 4 est sorti en 2015, édité par Toy Vault et appelé Firefly : Tall Card.

### Albums musicaux
La bande originale de Firefly a principalement été composée par Greg Edmonson, sauf le thème principal qui a été écrit par Joss Whedon. Elle a été publiée sur CD le 8 novembre 2005 par Varèse Sarabande, bien qu'une bande originale de 40 minutes ait été publiée sous la forme d'un EP numérique en septembre 2005.
La bande originale de Serenity a été composée par David Newman et a été publiée le 27 septembre 2005.

### Jeux vidéo
Un jeu vidéo intitulé Firefly Online est en développement. Sa sortie était prévue pour le printemps 2015 mais il semble abandonné. Un autre projet avait précédemment été annulé.